# Powiat Szczecinecki
Der Powiat Szczecinecki ist ein Powiat (Landkreis) im Südosten der polnischen Woiwodschaft Westpommern mit der Kreisstadt Szczecinek. Auf dem Gebiet des Landkreises in der Gemeinde Biały Bór liegt die höchste Erhebung Westpommerns mit 239,1 m.

## Städte und Gemeinden

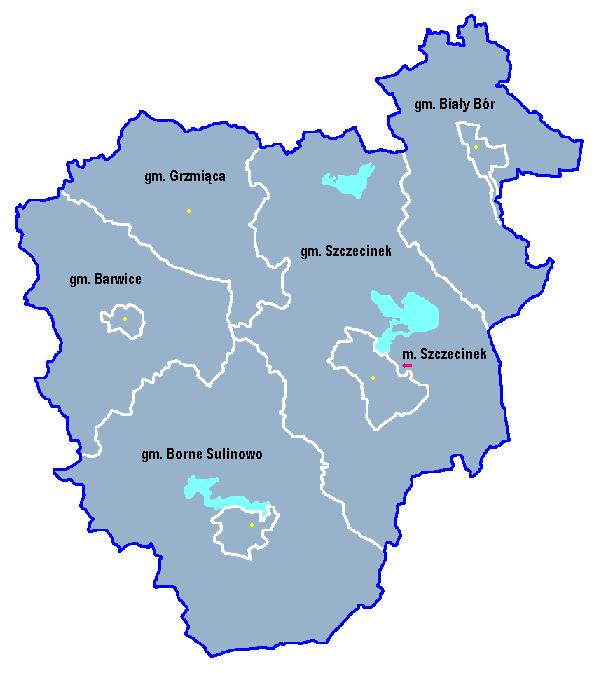
Die Gemeinden des Powiats

Der Powiat Szczecinecki (Kreis Neustettin) umfasst sechs Gemeinden:
Stadtgemeinde:
- Szczecinek (Neustettin).

Stadt- und Landgemeinden:
- Barwice (Bärwalde)
- Biały Bór (Baldenburg)
- Borne Sulinowo (Groß Born).

Landgemeinden:
- Grzmiąca (Gramenz)
- Gmina Szczecinek (Neustettin-Land).

## Nachbarlandkreise
| Powiat Białogardzki Belgard   | Powiat Koszaliński Köslin                   | Powiat Bytowski Bütow        |
| Powiat Świdwiński Schivelbein | Kompassrose, die auf Nachbargemeinden zeigt | Powiat Człuchowski Schlochau |
| Powiat Drawski Dramburg       | Powiat Złotowski Flatow                     |                              |